# Elachertus agonoxenae
Elachertus agonoxenae är en stekelart som beskrevs av Kerrich 1961. Elachertus agonoxenae ingår i släktet Elachertus och familjen finglanssteklar.
Artens utbredningsområde är:
- Fiji.
- Papua Nya Guinea.

Inga underarter finns listade i Catalogue of Life.